# قطعنامه ۵۹۵ شورای امنیت
قطعنامه  ۵۹۵ شورای امنیت سازمان ملل متحد که در تاریخ ۲۷ مارس ۱۹۸۷ تصویب شد، سندی بین‌المللی دربارهٔ دیوان بین‌المللی دادگستری است. این قطعنامه طی نشست ۲۷۳۹ام با ۱۵ موافق، ۰ مخالف و ۰ ممتنع تصویب شد.